# SumUp
SumUp est une société de technologie financière dont le siège est à Londres, au Royaume-Uni. C'est une société de prestations de paiements dont plus de quatre millions de commerçants sont clients dans plus de trente-cinq pays dans le monde et exploite une série de produits d'outils commerciaux sur mesure créés spécifiquement pour le segment micro et nano.
L'offre principale de produit de SumUp est un lecteur de cartes de type carte bancaire nationale, Visa, Cirrus, VPay, Mastercard, Maestro, American Express, Discover, Diners, Union Paiement, etc. pouvant lire les cartes (anciennes) à bande magnétique comme celles qui disposent d'une puce électronique ainsi que celles disposant du procédé de radio-identification ou de communication en champ proche (NFC/CCP).
AVIS SUR SUMUP
Malgré sa très bonne presse et ses milliards. Le SAV de SUMUP n'est pas a la hauteur. C'est le parcours du combattant pour parler à un agent humain. Sur le numéro de téléphone vous tomberez sur une IA. Sur le tchat une IA encore, qui répète en boucle les mêmes choses sans comprend votre requête. 
Si jamais l'IA accepte de vous passez un humain, celui-ci est plus formé à dire des politesses qu'à régler les problèmes.
Les agents sous formés, semblent déborder avec plusieurs clients en même temps sur le tchat, au vu du temps qu'il prenne à répondre à chaque message d'une discussion. 
Sumup c'est beau tant que vous ne rencontrez aucun problème sinon bonjour la solitude. C'est ce qui se passe quand on deshumanise une entreprise en remplaçant les humains par des robots. Du profit, au detriment des clients qui leurs font confiance en leurs confiant leur argent durement gagné.

## Histoire

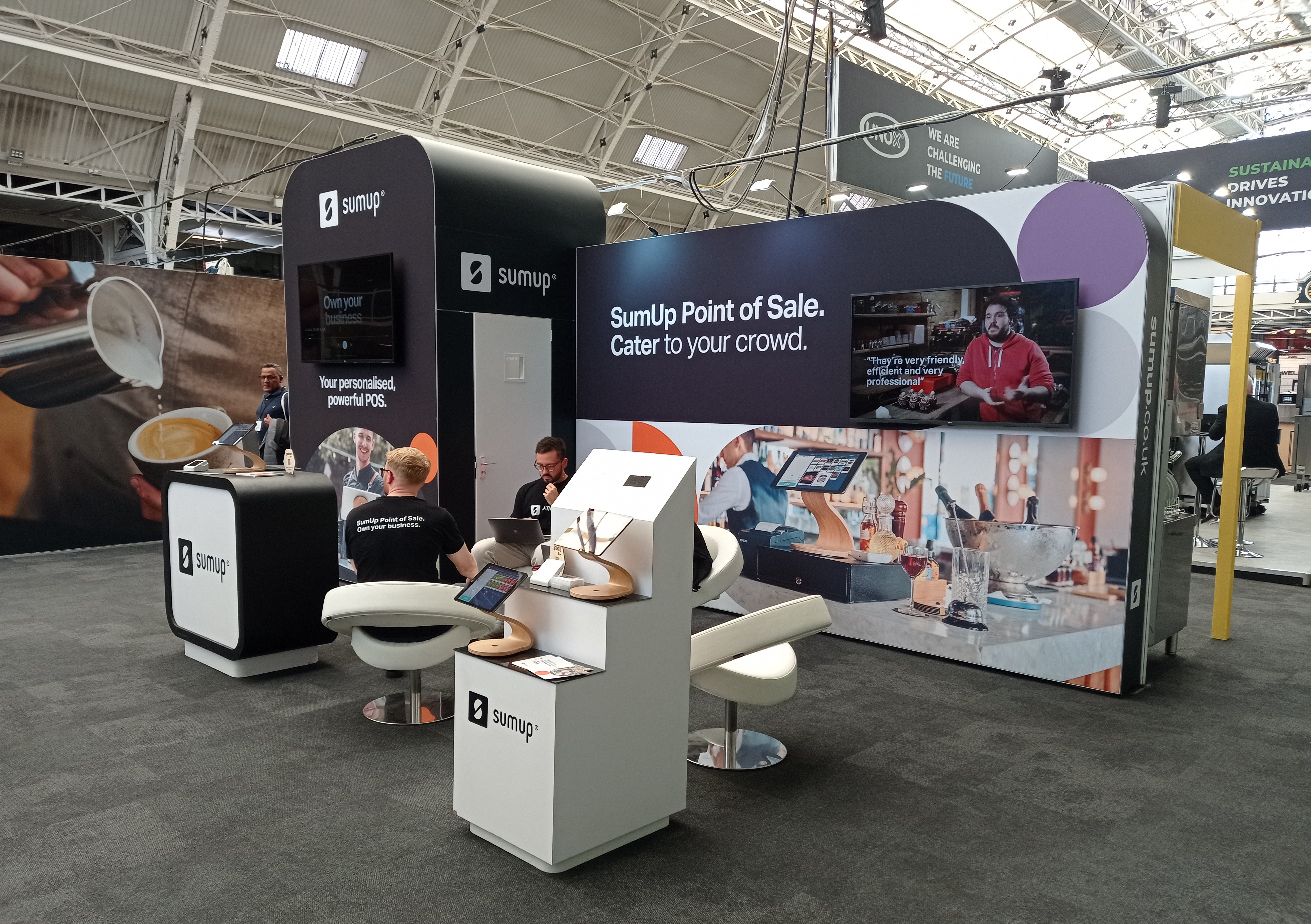
SumUp au Café Culture 2022

L'idée du projet SumUp est né en 2011 et la société est fondée en 2012. Les investisseurs comprennent Goldman Sachs, Temasek, Bain Capital Credit, Crestline, Oaktree Capital Management, American Express, BBVA Ventures et Groupon.
En avril 2016, SumUp annonce qu'il fusionnerait avec son concurrent Payleven, fournisseur de paiements mobiles basé à Berlin par Rocket Internet.
En février 2019, SumUp annonce l'acquisition de la plateforme de commerce électronique Shoplo.
En mai 2020, SumUp acquIert également Debitoor, logiciel de facturation pour les indépendants et les PME à une société danoise,.
En novembre 2020, SumUp achète le fournisseur de logiciels de point de vente basé à Londres Goodtill, suivi de Tiller Systems (en) basé à Paris en février 2021, pour renforcer sa position dans le secteur de la restauration et de l'hôtellerie.
En février 2021, SumUp rachète le fournisseur lituanien de système bancaire central Paysolut, après un partenariat commercial de deux ans entre les deux sociétés.
En octobre 2021, SumUp achète la startup californienne de fidélisation de la clientèle Fivestars pour 317 millions de dollars. L'acquisition permet à SumUp d'étendre ses services à plus de 70 millions de consommateurs et 12 000 entreprises aux États-Unis et d'élargir son offre de produits pour le consommateur final.

### Histoire récente
En mars 2021, SumUp lève 895 millions de dollars de dette pour doubler son activité de paiements B2C.
En avril 2021, la Zoological Society of London, l'organisation caritative d'origine anglaise qui soutient les zoos de Londres et de Whipsnade, s'associe à SumUp pour permettre la collecte de fonds sans contact sur leurs sites.
En novembre 2021, SumUp annonce qu'il rejoindrait la coalition 1 % pour la planète et s'engage à faire don de 1% des revenus nets annuels des paiements générés par les appareils SumUp Solo à des organisations à but non lucratif et à des entreprises offrant des services percutants à long terme et des solutions à la crise environnementale en cours.
En janvier 2022, à la suite des acquisitions et d'une expansion mondiale, SumUp compte près de 3 000 employés, répartis sur 23 sites.
En mai 2023, SumUp est accessible dans 35 pays et propose ses solutions de paiement à plus de 4 millions de commerçants.

## Produits et services
L'entreprise SumUp propose plusieurs solutions :

### Terminal de carte à puce et PIN et NFC
Le produit principal de SumUp est un lecteur multi-cartes :  Europay Mastercard, Visa, American Express, Discover et Union Paiement qui peut lire les cartes de paiement à bande magnétique, comme celles à puce électronique et celles avec le procédé RFID / NFC (« sans contact »). Le lecteur de carte s'associe à un smartphone ou une tablette Android ou iOS via Bluetooth pour vérifier les paiements via Internet.

### Terminal de carte 3G Chip & Pin et NFC
Le lecteur de carte 3G de SumUp fonctionne sans application. Il dispose d'une carte SIM intégrée avec des données pour permettre le traitement des paiements via une connexion au réseau local.

### Système de point de vente
En tant que caisse enregistreuse tout-en-un, la caisse enregistreuse de point de vente SumUp se compose d'un terminal de paiement SumUp, d'un iPad préconfiguré, d'un support pour iPad, d'une imprimante de reçus, d'un tiroir-caisse et d'un routeur Wi-Fi. Ce système est uniquement disponible en Allemagne et dans certains autres pays. D'autres solutions de point de vente sont disponibles via les technologies Tiller et Goodtill.

### Liens de paiement
Lancés en 2020, ils permettent  aux petites entreprises de se faire payer en toute sécurité et à distance via des liens de paiement envoyés via smartphone.

### Cartes-cadeaux
Lancées en 2020 via un partenariat avec Google, les petites entreprises peuvent utiliser Google My Business pour ajouter des cartes-cadeaux directement à leur profil.

### Boutique en ligne
En 2021, SumUp annonce la relance de la boutique en ligne SumUp, qui est une plateforme de commerce électronique qui permet à quiconque de créer une entreprise en ligne gratuitement.

### Compte d'entreprise
Lancé en 2021, cet outil est un moyen pour les commerçants de séparer complètement l'argent de l'entreprise et de l'argent personnel. Les commerçants peuvent l'utiliser pour effectuer des virements et recevoir un paiement le lendemain.

### SDK et API
SumUp permet à des tiers d'intégrer l'infrastructure de paiement de bout en bout ainsi que les terminaux de cartes via le kit de développement Android SDK de paiement du terminal SumUp pour iOS et Android ainsi que plusieurs autres interfaces de programmation pour les développeurs. Grâce à l'intégration avec la plate-forme ouverte SumUp, des tiers peuvent proposer l'acceptation des cartes via leurs applications natives ou basées sur un navigateur. Les SDK et les API de SumUp prennent en charge l'acceptation de Visa, VPay, Mastercard, American Express, Apple Pay, Google Pay ainsi que les systèmes de cartes de débit locales.

## Portée mondiale
En mai 2023, SumUp est actif dans 35 pays et est diffusé auprès de 4 millions de commerçants.
En août 2012, la société lance ses services dans quatre pays en Europe :  Allemagne, Autriche, Royaume-Uni et Irlande.
En novembre 2012, trois autres pays européens sont des nouveaux marchés :  l'Italie, l'Espagne et les Pays-Bas .
Un mois plus tard, en décembre 2012, SumUp s'étend encore en Europe et trois autres pays, la France, la Belgique et le Portugal acceptent ses services.
En novembre 2013, SumUp lance ses services pour la première fois, en Amérique du Sud, au Brésil.
Depuis mai 2014, SumUp se lance également dans deux pays européens où il n'était pas présent : la Pologne et la Suisse.
En septembre 2015, il est présent en Suède.
En octobre 2016, SumUp lance ses opérations aux États-Unis,.
En septembre 2017, SumUp lance son service dans quinze nouveaux pays européens : Bulgarie, Chypre, Tchéquie, Danemark, Estonie, Finlande, Grèce, Hongrie, Lettonie, Lituanie, Luxembourg, Malte, Norvège, Slovaquie et Slovénie.
En novembre 2017, SumUp annonce une joint-venture avec une banque chilienne, la Banco del Estado de Chile ; cette entreprise de services bancaires et financiers opère sous la marque Compraqui et a son siège social à Santiago du Chili.
Depuis septembre 2020, Compraqui est exploité à 100 % par Banco del Estado de Chile et les opérations de SumUp au Chili sont indépendantes de la banque publique.